# 상온
상온(常溫)은 일정한 온도를 뜻하며, 대개 20±5°C를 의미한다. 실온과 같은 뜻으로 쓰이기도 한다.

## 같이 보기
- 온도
- 표준 온도 압력
- 상온 핵융합